# 70000 (số)
70000 (bảy vạn hay bảy mươi nghìn) là một số tự nhiên ngay sau 69999 và ngay trước 70001. Và là mã bưu chính của thành phố Sài Gòn Gia Định 